# Božtěšice (Ústí nad Labem)
Božtěšice (německy Postitz) jsou částí statutárního a krajského města Ústí nad Labem v České republice, spadající pod městský obvod Ústí nad Labem-město. Nachází se v severní částí města. V roce 2021 tu trvale žilo 496 obyvatel.
Božtěšice je také název katastrálního území o rozloze 2,24 km².

## Název
Domnělým původcem jména je majitel Božata, Božtěch či Božek, neboli bohabojný člověk. Úplně první tvar názvu z roku 1227 je zapsán jako Boztesici, později se objevují tvary Boztiessiczie, roku 1528 Božtěšice, následně v roce 1654 Pusticze z čehož vychází také poslední německý název Postitz.

## Historie
První písemná zmínka pochází z roku 1227, kdy je zmiňován panský dvůr. Objevují se však i domněnky o dřívější existenci v 9. či 10. století, přičemž se mělo jednat o slovanskou ves. Prvním známým držitelem byl klášter svatého Jiří na Pražském hradě benediktinského řádu. Později byla roku 1526 připojena k nedalekému všebořickému panství. Poblíž vsi stávalo na vrchu jihovýchodně, směrem na Chuderov, popraviště, kde byly vykonány poslední hrdelní tresty začátkem 17. století. Následně zde byl vztyčen železný kříž. Od roku 1754 ves spadala pod nově vzniklé všebořickobřeznické panství. Během sedmileté války na zdejším panském dvoře přespal 28. října 1756 pruský král Fridrich Veliký, jenž další den pokračoval s vojskem k Lovosicím, kde se střetl s armádou Habsburské monarchie. Koncem 18. století, konkrétně roku 1794 byl panský dvůr rozdělen. Během nedaleké bitvy u Chlumce byla ves roku 1813 obsazena ruskými jednotkami, přičemž obyvatelé se ukryli do blízkých lesů. Až zhruba do roku 1848 měly Božtěšice výhradně zemědělský charakter, pěstovala se zelenina i ovoce. V rámci industrializace nedalekého Ústí však začalo stále více přibývat nových obyvatel pracujících v nově vzniklých průmyslových závodech. Kromě rychlého nárůstu obyvatel v této době byla obec spojena s vedlejšími Skoroticemi. Toto spojení trvalo mezi lety 1853 až 1896. Součástí města Ústí nad Labem jsou Božtěšice od roku 1981. V roce 1984 byl vypracován Miroslavem Fibigerem územní projekt pro oblast Skorotic a Božtěšic v rámci kterého mělo na místě vyrůst nové panelové sídliště obsahující 2500 bytů. K realizaci však nedošlo a od konce 90. let je volná plocha zastavována individuální výstavbou rodinných domů.

## Přírodní poměry
Božtěšice se rozkládají na rozhraní dvou geomorfologických celků, Mostecké pánve a Českého středohoří, jehož chráněná krajinná oblast zde začíná. Přímo nad obcí se vypíná jihovýchodně nepojmenovaný čedičový vrch s výškou 281 metrů. Vyšším krajinným prvkem je pak kopec Čepec s výškou 478 metrů východně od Božtěšic. Ten je tvořen čedičovými pyroklastickými usazeninami. Severně se tyčí další čedičový vrch Ostroh s výškou 454 metrů. Na jeho západním úpatí přitéká na území Božtěšic Klíšský potok, do kterého se následně z východu vlévá Ptačí potok. V zastavěné části obce je poté veden umělým korytem, do kterého na jihu ústí Chuderovský potok. Západně od čtvrti se rozbíhají skorotické pláně.

## Obyvatelstvo
Při sčítání lidu v roce 1921 zde žilo 788 obyvatel (z toho 392 mužů), z nichž bylo 49 Čechoslováků, 735 Němců, jeden žid a tři cizinci. Výrazně převažovala římskokatolická většina, ale osmnáct lidí bylo evangelíky, pět jich patřilo k církvi československé, tři k nezjišťovaným církvím a devět lidí bylo bez vyznání. Podle sčítání lidu z roku 1930 měla vesnice 897 obyvatel: 36 Čechoslováků, 847 Němců, jeden příslušník jiné národnosti a třináct cizinců. Kromě 38 evangelíků, sedmi členů nezjišťovaných církví a 69 lidí bez vyznání se hlásili k římskokatolické církvi.
| Rok            | 1869 | 1880 | 1890 | 1900 | 1910 | 1921 | 1930 | 1950 | 1961 | 1970 | 1980 | 1991 | 2001 | 2011 |
| -------------- | ---- | ---- | ---- | ---- | ---- | ---- | ---- | ---- | ---- | ---- | ---- | ---- | ---- | ---- |
| Počet obyvatel | 351  | 344  | 369  | 439  | 795  | 788  | 897  | 608  | 625  | 529  | 538  | 320  | 426  | 498  |
| Počet domů     | 59   | 61   | 61   | 65   | 98   | 111  | 132  | 126  | 119  | 118  | 130  | 103  | 127  | 157  |

## Pamětihodnosti

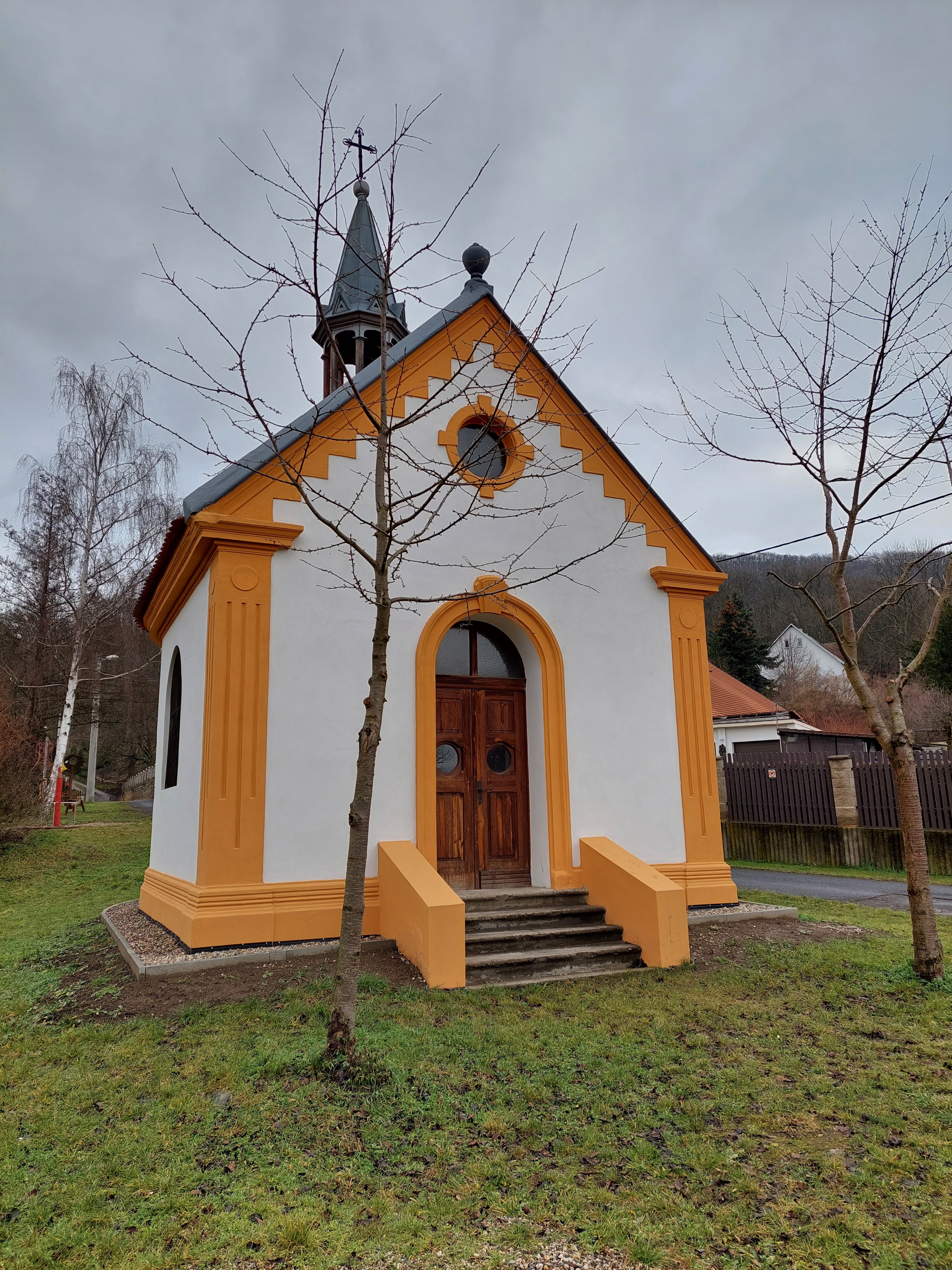
Kaple z roku 1906

- Kaple skorotické římskokatolické farnosti postavená roku 1906, opravovaná v letech 1965[4], 2004[13] a 2022.[14]
- Dřevěná zvonice na památné Lípě
- Kamenný klenutý most poblíž odbočky na Neznabohy

## Doprava
Čtvrtí prochází silnice II/528, která je zde označena názvem ulice Petrovická. Při Celostátním sčítání dopravy v roce 2016 zde průměrně projelo 4 111 vozidel denně. Na jižním konci obce se kříží se silnicí I/30 pokračující buďto na Severní Terasu ulicí Sociální péče nebo na Bukov ulicí Božtěšickou. Severně pak pokračuje do Strážek a poblíž Žďárku se napojuje na dálnici D8.
V roce 2019 byly Božtěšice obsluhovány autobusy Dopravního podniku města Ústí nad Labem čísel 15 a 16. Navíc tudy procházela autobusová linka 452 Dopravy Ústeckého kraje.